# 西森博之
西森 博之（にしもり ひろゆき、1963年11月23日 - ）は、日本の漫画家、小説家、漫画原作者。男性。千葉県出身。血液型はO型。2012年6月時点の著書累計発行部数は5000万部を超える。

## 略歴
- 1987年、『増刊少年サンデー』（小学館）掲載の『プー太郎』でデビュー。以後、主に『週刊少年サンデー』（小学館）で活躍。代表作に『今日から俺は!!』『天使な小生意気』など。
- 『天使な小生意気』で2000年度第46回小学館漫画賞受賞[3]。
- 『鋼鉄の華っ柱』の連載が終了してからは、小説の執筆活動を開始。小説を書きたいという希望は『お茶にごす。』執筆前後から担当編集者には伝えていたが、当時は黙殺されていたと語っている。2014年現在は漫画作品でも、原作を担当するようになっている。
- 飯沼ゆうきが作画担当で、『何もないけど空は青い』を2014年16号から2015年38号まで連載[4]。
- 2016年に3年ぶりの少年漫画となる『柊様は自分を探している。』を連載[5]。2017年完結[6]。
- 2018年、『月刊サンデーGX』にて連載開始の『満天の星と青い空』の原作を担当[7]。同年、『週刊少年サンデーS』にて『今日から俺は!!』の続編を連載開始[8]。
- 2020年、『週刊少年サンデーS』にて『カナカナ』を連載開始[9]。

## 作風
絵はシンプルで、ストーリーテリングとキャラクターの面白みで見せる作家で、ヤンキーが出てくる作品を得意としている。
作品の舞台や登場人物の名前に千葉県（主に内房）の名称が使われることが多い。
西森の大ファンであるという遠藤達哉によると、「みんな根底にさりげない優しさ、意地を貫く強さ、憎めない人間臭さを持っている」キャラクターを描く。

## 作品リスト

### 連載
- 今日から俺は!!（『増刊少年サンデー』1988年9月号 - 1990年8月号、『週刊少年サンデー』1990年40号 - 1997年47号、全38巻、ワイド版全19巻、MyFirstWIDE版全14巻、文庫版全18巻）
1994年映画化。『今日から俺は!!』（東映）。
1993年 - 1997年OVA化。『今日から俺は!!』。
2018年、テレビドラマ化。主演は賀来賢人。
その他、東映Vシネマ作品、アニメ、多数。
- 甘く危険なナンパ刑事（『週刊少年サンデー』1990年12号 - 1990年37号、全2巻、ワイド版全1巻）
- スピンナウト（『週刊少年サンデー』1998年35号 - 1999年24号、春風邪三太との共作、全4巻）
- 天使な小生意気（『週刊少年サンデー』1999年25号 - 2003年36・37合併号、全20巻、ワイド版全10巻）
2002年アニメ化。『天使な小生意気』（テレビ東京）。
同年ゲーム化。『天使な小生意気』（PS、バンダイ）。
- 道士郎でござる（『週刊少年サンデー』2004年22・23合併号 - 2006年5・6合併号、全8巻）
- お茶にごす。 （『週刊少年サンデー』2007年18号 - 2009年35号、全11巻）
2021年、テレビドラマ化。主演は鈴木伸之。
- いつか空から（『ゲッサン』2010年8月号 - 2010年9月号）※シリーズ連載。
- 鋼鉄の華っ柱（『週刊少年サンデー』2010年44号 - 2012年41号、全9巻）
- 何もないけど空は青い（『週刊少年サンデー』2014年16号 - 2015年38号、原作担当、作画：飯沼ゆうき、全7巻）
- 柊様は自分を探している。（『週刊少年サンデー』2016年10号 - 2018年5・6合併号、全8巻）
- 満天の星と青い空（『月刊サンデーGX』2018年9月号 - 2019年11月号、原作担当、作画：飯沼ゆうき、全3巻）
- 今日から俺は!! 〜勇者サガワとあの二人編〜（『週刊少年サンデーS』2019年1月号 - 4月号、全1巻）
- カナカナ（『週刊少年サンデーS』2020年8月号[11] - 2023年11月号[12]、既刊6巻）※第一部完[12]
2022年、テレビドラマ化。主演は眞栄田郷敦。

### 短編集
- 西森博之短編集 最初で最後!!
  - プー太郎（『少年サンデー増刊号』1988年1月号、デビュー作）
  - ツッパリ社会に出る（『週刊ヤングサンデー』1990年23号）
  - もしも願いがかなうなら（『ビッグコミックスピリッツ増刊』1992年7月増刊号）
  - 軟派 NANPA（『少年サンデーSUMMERオープン大増刊』、1992年8月25日、デビュー前作品）
  - 軟派の高橋（『少年サンデー特別増刊 NEW YEAR SPECIAL』、1993年1月、デビュー前作品）
  - 番長屋
  - 事務員A子シリーズ（『週刊ヤングサンデー』2006年14号 - 2007年35号、全5編を不定期で発表。）
    - 事務員A子
    - 宿題女子高生A子
    - アルバイトティッシュ配りA子
    - 事務員A子-カツ丼編-
    - ケーキ屋A子

  - 魔がさす（『ビッグコミックスピリッツ』2006年40号）
  - Super CHARGER（雑誌未掲載）

### 小説
- 満天の星と青い空（2012年、小学館）
- 俺の心臓は彼女にしか撃ち抜けない（2014年、小学館）

## アシスタント
- 春風邪三太
- 鈴木けい一
- 紅林直[13]